# Anthrenus minor
Anthrenus minor is een keversoort uit de familie spektorren (Dermestidae). De wetenschappelijke naam van de soort werd in 1865 gepubliceerd door Thomas Vernon Wollaston.